# Lijst van onroerend erfgoed in Drogenbos
Een overzicht van het onroerend erfgoed in de gemeente Drogenbos. Het onroerend erfgoed maakt deel uit van het cultureel erfgoed in België.

## Bouwkundig erfgoed
| Object                                                                         | Erfgoedstatus? | Bouwjaar of architect | Deelgemeente | Adres                     | Coördinaten                   | Nummer? | Afbeelding                                                                     |
| ------------------------------------------------------------------------------ | -------------- | --------------------- | ------------ | ------------------------- | ----------------------------- | ------- | ------------------------------------------------------------------------------ |
| Parochiekerk Sint-Niklaas                                                      | Monument       |                       | Drogenbos    | Grote Baan                | 50° 47' 13" NB, 4° 18' 60" OL | 39072   | Parochiekerk Sint-Niklaas                                                      |
| Landhuis Oud Kasteel en aanhorigheden                                          | Monument       |                       | Drogenbos    | Grote Baan 222            | 50° 47' 12" NB, 4° 18' 60" OL | 39074   | Landhuis Oud Kasteel en aanhorigheden                                          |
| Kasteel Rey of Calmeyn                                                         | Monument       |                       | Drogenbos    | Grote Baan 202            | 50° 47' 10" NB, 4° 18' 54" OL | 39075   | Kasteel Rey of Calmeyn                                                         |
| Chemische fabriek Société de Produits Chimiques de Droogenbosch-lez-Ruysbroeck |                |                       | Drogenbos    | Anderlechtstraat 33       | 50° 47' 57" NB, 4° 17' 58" OL | 205077  | Chemische fabriek Société de Produits Chimiques de Droogenbosch-lez-Ruysbroeck |
| Identieke arbeiderswoningen                                                    |                |                       | Drogenbos    | Brouwerijstraat 17-27     | 50° 47' 15" NB, 4° 19' 6" OL  | 205078  | Identieke arbeiderswoningen                                                    |
| Dorpswoning                                                                    |                |                       | Drogenbos    | Brouwerijstraat 43        | 50° 47' 16" NB, 4° 19' 8" OL  | 205086  | Dorpswoning                                                                    |
| Brouwerswoning in neotraditionele stijl                                        |                |                       | Drogenbos    | Grote Baan 22             | 50° 46' 51" NB, 4° 19' 26" OL | 205087  | Brouwerswoning in neotraditionele stijl                                        |
| Verffabriek en directeurswoning                                                |                |                       | Drogenbos    | Grote Baan 24-26          | 50° 46' 50" NB, 4° 19' 21" OL | 205088  | Verffabriek en directeurswoning                                                |
| Wegkapel                                                                       |                |                       | Drogenbos    | Grote Baan                | 50° 46' 58" NB, 4° 19' 12" OL | 205089  | Wegkapel                                                                       |
| Stadswoning                                                                    |                |                       | Drogenbos    | Grote Baan 203-205        | 50° 47' 3" NB, 4° 19' 11" OL  | 205090  | Stadswoning                                                                    |
| Gemeentelijke begraafplaats                                                    |                |                       | Drogenbos    | Grote Baan                | 50° 47' 13" NB, 4° 18' 52" OL | 205091  | Gemeentelijke begraafplaats                                                    |
| Pastorie Sint-Niklaasparochie                                                  |                | 1884 Gustave Hansotte | Drogenbos    | Grote Baan 226            | 50° 47' 14" NB, 4° 18' 59" OL | 205092  | Pastorie Sint-Niklaasparochie                                                  |
| Standbeeld Kaaskrabber                                                         |                |                       | Drogenbos    | Grote Baan                | 50° 47' 16" NB, 4° 18' 57" OL | 205093  | Standbeeld Kaaskrabber                                                         |
| Neoclassicistisch herenhuis                                                    |                |                       | Drogenbos    | Steenweg op Drogenbos 258 | 50° 47' 6" NB, 4° 19' 8" OL   | 205094  | Neoclassicistisch herenhuis                                                    |
| Vrije meisjesschool                                                            |                |                       | Drogenbos    | Grote Baan 228            | 50° 47' 15" NB, 4° 18' 58" OL | 205095  | Vrije meisjesschool                                                            |
| Vrijstaand woonhuis in nieuwe zakelijkheid                                     |                |                       | Drogenbos    | Grote Baan 243            | 50° 47' 9" NB, 4° 19' 7" OL   | 205110  | Vrijstaand woonhuis in nieuwe zakelijkheid                                     |
| Dorpswoning                                                                    |                |                       | Drogenbos    | Grote Baan 295            | 50° 47' 14" NB, 4° 19' 4" OL  | 205111  | Dorpswoning                                                                    |
| Papierfabriek Catala N.V.                                                      |                |                       | Drogenbos    | Grote Baan 302            | 50° 47' 19" NB, 4° 18' 41" OL | 205112  | Papierfabriek Catala N.V.                                                      |
| Woning Felix De Boeck                                                          | Monument       |                       | Drogenbos    | Grote Baan 379-381        | 50° 47' 20" NB, 4° 18' 50" OL | 205113  | Woning Felix De Boeck                                                          |
| Museum Felix De Boeck                                                          |                | 1995 Robert Geys      | Drogenbos    | Kuikenstraat 6            | 50° 47' 21" NB, 4° 18' 51" OL | 205115  | Museum Felix De Boeck                                                          |
| Woning Marie Collart                                                           |                |                       | Drogenbos    | Marie Collartstraat 79-83 | 50° 46' 55" NB, 4° 18' 60" OL | 205116  | Woning Marie Collart                                                           |
| Reeks arbeiderswoningen                                                        |                |                       | Drogenbos    | Marie Collartstraat 84-90 | 50° 46' 52" NB, 4° 18' 59" OL | 205117  | Reeks arbeiderswoningen                                                        |
| Watertoren                                                                     |                |                       | Drogenbos    | Nieuwstraat 52            | 50° 46' 58" NB, 4° 18' 56" OL | 205118  | Watertoren                                                                     |
| Eengezinswoning                                                                |                |                       | Drogenbos    | Nieuwstraat 81            | 50° 46' 58" NB, 4° 18' 48" OL | 205119  | Eengezinswoning                                                                |
| Boerenburgerhuis                                                               |                |                       | Drogenbos    | Nieuwstraat 91            | 50° 46' 55" NB, 4° 18' 47" OL | 205120  | Boerenburgerhuis                                                               |
| Huis Figeys                                                                    |                |                       | Drogenbos    | s'Herenstraat 1           | 50° 47' 16" NB, 4° 18' 55" OL | 205121  | Huis Figeys                                                                    |
| Gemeentelijke basisschool                                                      |                |                       | Drogenbos    | Steenweg op Drogenbos 252 | 50° 47' 7" NB, 4° 19' 11" OL  | 205122  | Gemeentelijke basisschool                                                      |
| Estaminet Au Cher Ami                                                          |                |                       | Drogenbos    | Sterstraat 2              | 50° 47' 17" NB, 4° 18' 55" OL | 205124  | Estaminet Au Cher Ami                                                          |
| Bedrijvenpark Amadeus Square                                                   |                |                       | Drogenbos    | W.A. Mozartlaan 2-8       | 50° 48' 40" NB, 4° 18' 17" OL | 205125  | Bedrijvenpark Amadeus Square                                                   |